# Horst Achilles
Horst Achilles (* 18. Mai 1898 in Rauschen, Ostpreußen; † 29. April 1987 in Rheurdt) war ein deutscher Landwirt und Politiker (NSDAP).
Horst Achilles war Landwirt in Rauschen. Zum 1. Mai 1928 trat er der NSDAP bei (Mitgliedsnummer 85.722). Für diese wurde er 1929 im Kreis Gerdauen in den Provinziallandtag der Provinz Ostpreußen gewählt. 1933 war er für den Kreis Königsberg und die NSDAP Mitglied im letzten Provinziallandtag der Provinz Ostpreußen.
Nach 1945 lebte er in Rheurdt, wo er zusammen mit seiner Ehefrau einen Reitstall betrieb.